# Pathé Records
Pour la filiale chinoise, voir Pathé Records (Chine).
Pathé Records était une maison de disques internationale, un label et un producteur de phonographes, basé en France, et actif des années 1890 aux années 1930.

## Les premières années

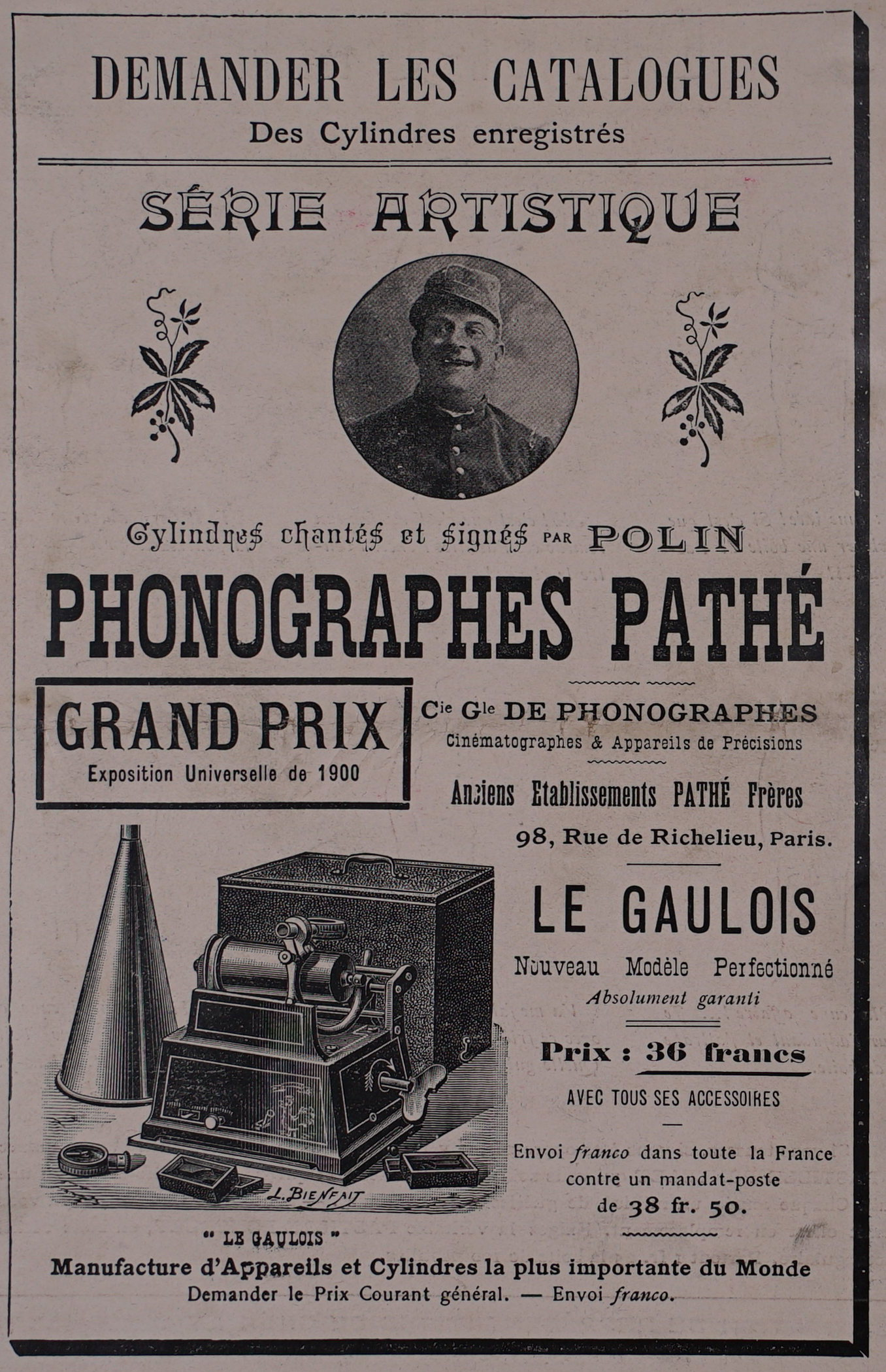
Cylindre de la Série artistique, ici Polin.

L'entreprise de disques Pathé a été fondée par les frères Charles et Émile Pathé, alors propriétaires d'un bistro à succès à Paris. Au milieu des années 1890, ils commencèrent à vendre des phonographes Edison et Columbia accompagnés de disques cylindriques. Peu de temps après, les frères ont conçu et vendu leurs propres phonographes, qui incorporaient des éléments d'autres marques. Peu de temps après, ils commencèrent également à commercialiser des disques préenregistrés. En 1896, les frères Pathé avaient des bureaux et des studios d'enregistrement non seulement à Paris, mais aussi à Londres, Milan et Saint-Pétersbourg.

## Cylindres et disques Pathé

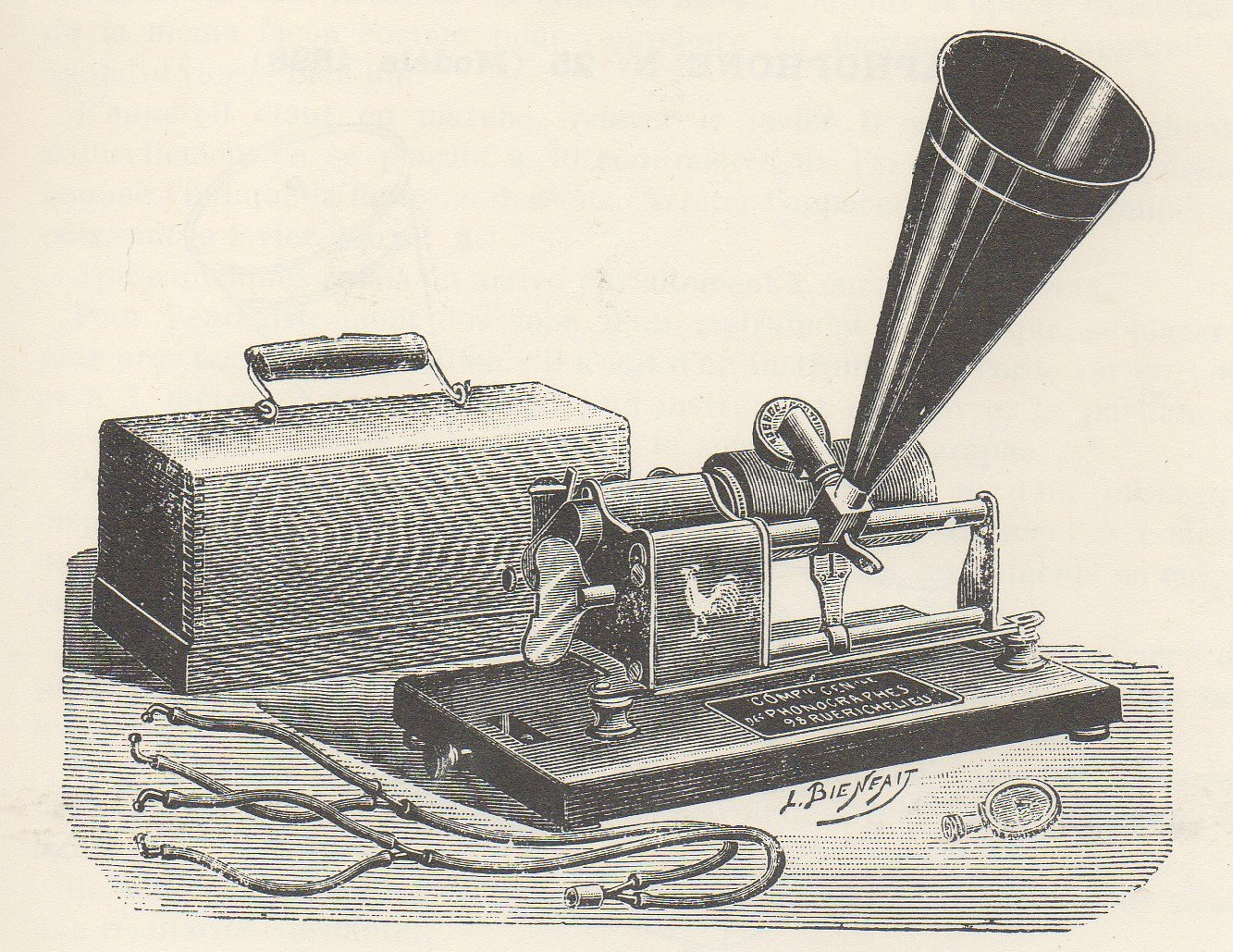
Un ancien phonographe à cylindre Pathé de 1898. Le design imite étroitement celui du Columbia "Eagle".

En 1894, les frères Pathé ont commencé à vendre leurs propres phonographes. Les premières offres Pathé étaient des cylindres de phonographe. Pathé a fabriqué des disques cylindriques jusqu'en 1914 environ. Pathé ne s'est pas simplement limité aux enregistrements de cylindres de taille standard (57 mm de diamètre). Il y avait également les enregistrements «Salon», qui mesuraient 3½ pouces de diamètre et les enregistrements «Stentor» plus grands et qui mesuraient 5 pouces de diamètre. Les disques "Le Céleste", les plus grands disques cylindriques commerciaux fabriqués par n'importe quelle société de phonographes, mesuraient 5 pouces de diamètre par 9 pouces de long.
En 1905, les frères Pathé commencent à s'intéresser au domaine grandissant des disques. Ils devaient utiliser plusieurs technologies inhabituelles comme mesures préventives contre la contrefaçon de brevet. Au début, ils vendaient des disques simple face avec un enregistrement en cire sur une base en ciment. En octobre 1906, ils commencèrent à produire des disques de la manière plus habituelle avec la gomme-laque. Même avec ce matériau moins excentrique, les premiers disques Pathé ne ressemblaient à aucun autre. Le son a été enregistré verticalement dans la rainure, plutôt que côte à côte, et la rainure était plus large que ceux des disques proposés par les autres compagnies, nécessitant un stylet pour jouer. Les disques tournaient à 90 tr/min, plutôt que les 75 à 80 habituels. À l'origine, la rainure commençait à l'intérieur, près du centre du disque, et se terminait en spirale jusqu'au bord. En 1916, Pathé passe au format habituel de démarrage sur jante, un 80 tr/min et des étiquettes en papier au lieu du texte embouti rempli de peinture précédemment utilisé. Les disques Pathé étaient généralement produits en 10 pouces (25 cm), 10½ pouces (27 cm) et 11½ pouces (29 cm). 6½ pouces (17 cm), 8 pouces (21 cm) et 14 pouces (35 cm), ainsi que de très grands disques de 20 pouces (50 cm) disques lus à 120 tr/min. En raison de leur fragilité, de leur lourdeur et de leur prix beaucoup plus élevé, les plus grandes tailles ont été un échec commercial et n'ont pas été produites longtemps.

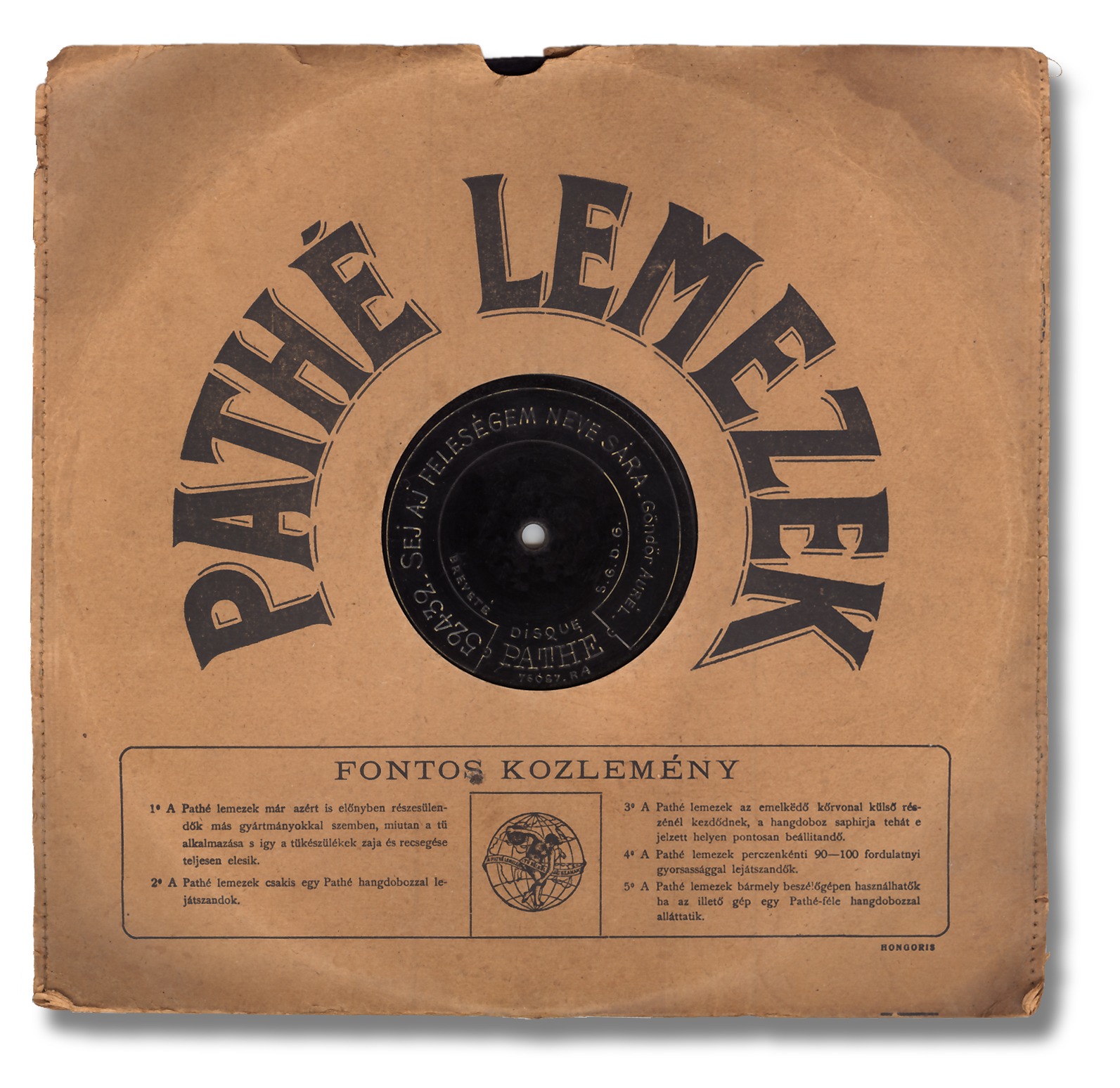
Enregistrement de Pathé hongrois.

En France, Pathé est rapidement devenu le plus grand distributeur de disques cylindriques et de phonographes. Cependant, ceux-ci n'ont pas réussi à s'imposer sur les marchés étrangers tels que le Royaume-Uni et les États-Unis, où d'autres marques étaient déjà largement utilisées. Bien que les disques cylindriques Pathé n'aient jamais été populaires en dehors de la France, certains de leurs disques ont été vendus avec succès dans de nombreux pays étrangers tels que les États-Unis, le Royaume-Uni, l'Allemagne, l'Italie et la Russie.
Pathé a été la première entreprise à réaliser des enregistrements master sur un support différent de celui du produit commercial final. Dans les studios d'enregistrement Pathé, les masters ont été découpés sur des cylindres de cire à rotation rapide mesurant environ 13 pouces de long et 4 ½ pouces de diamètre. À partir de 1913, des cylindres spéciaux "Paradis" d'environ 8 pouces de diamètre et 8 ½ pouces de long ont été utilisés. Les grands cylindres à rotation rapide permettaient une meilleure qualité sonore. Les différents types de cylindres et disques Pathé commerciaux ont ensuite été baptisés (ou "pantographiés") de ces masters. Ce processus de copie a permis de rendre disponibles des copies du même enregistrement master dans plusieurs formats. Le processus aboutissait parfois à des résultats inégaux sur l'enregistrement commercial final, provoquant un grondement prononcé ou d'autres artefacts audio. Ce grondement était généralement indétectable sur les phonographes à remontage acoustique de l'époque, mais est perceptible sur les équipements électriques et plus modernes.
Les disques Pathé coupés verticalement nécessitaient normalement un phonographe Pathé spécial équipé d'un stylet à bille saphir. L'avantage du stylet à bille saphir était sa solidité. Il n'était pas nécessaire de changer d'aiguille après chaque face d'enregistrement. Comme la plupart des disques et phonographes utilisaient une méthode de lecture différente, diverses pièces jointes ont été commercialisées permettant d'équiper un phonographe Pathé pour lire des disques standard coupés latéralement. Des pièces jointes ont également été vendues pour équiper un phonographe standard pour lire les disques Pathé.
En 1920, Pathé lance une gamme de disques «coupés à l'aiguille», au départ uniquement pour le marché américain. Les disques coupés à l'aiguille étaient des disques coupés latéralement conçus pour être compatibles avec les phonographes standards, et ils étaient étiquetés Pathé Actuelle. L'année suivante, ces disques «coupés à l'aiguille» sont introduits au Royaume-Uni et ils ne fallut pas attendre longtemps pour qu'ils se vendent plus que les Pathés verticaux, même sur le continent. Les tentatives de commercialisation des disques à coupe verticale Pathé à l'étranger ont été abandonnées en 1925, mais elles ont continué à se vendre en France jusqu'en 1932.
Au milieu de 1922, Pathé a introduit une étiquette moins chère appelée Parfait. Cette étiquette est devenue l'une des étiquettes les plus populaires et les plus réussies des «dime store» des années 1920, et a survécu au-delà de la fin du label américain Pathé - abandonné en 1930 - jusqu'en 1938.
En janvier 1927, Pathé a commencé à enregistrer en utilisant la nouvelle technologie du microphone électronique, par opposition à la méthode d'enregistrement strictement acoustico-mécanique qu'ils utilisaient jusque-là.
En décembre 1928, les actifs phonographiques français et britanniques Pathé sont vendus à la British Columbia Graphophone Company. En juillet 1929, les actifs de la maison de disques américaine Pathé ont été fusionnés dans la nouvelle American Record Corporation . Les labels et le catalogue Pathé et Pathé-Marconi survivent encore, d'abord comme empreintes d'EMI et maintenant actuellement le successeur d'EMI Parlophone Records. La division cinématographique de Pathé Frères survit toujours en France.

## Voir également
- Pathé
- Pathé Marconi
- Pathé Records (Chine)